# Agathilla bohartorum
Agathilla bohartorum är en stekelart som beskrevs av David B. Wahl 1985. Agathilla bohartorum ingår i släktet Agathilla och familjen brokparasitsteklar. Inga underarter finns listade i Catalogue of Life.